# Олимпийска кула
Олимпийската кула (на немски: Olympiaturm) в Олимпийския парк на Мюнхен е построена за Летните олимпийски игри през 1972 година.
Съоръжението служи и като телевизионна кула. Това е най-високата сграда в Мюнхен с обща височина от 291,28 m.

## История
Работата по изграждане на кулата в мюнхенския квартал Милбертсхофен-Ам Харт започва през 1965 година. Официално е открита на 22 февруари 1968 година. Типът на конструкцията е вертикална конзола, а материалът – високоякостен бетон. Кулата е реновирана през 2005 година.

## Съоръжения
На 182-рия метър от височината на кулата има въртящ се ресторант за 230 души, който за 53 минути прави пълен оборот, разкривайки за посетителите си пълна 360-градусова панорама на града. На 190-ия метър е разположена платформа за наблюдение с площадки на 2 нива (долното – закрито, горното – открито), както и малък музей на рокендрола, представящ разнообразни спомени от концерти, снимки на рок изпълнители, сувенири.
Във вътрешността на кулата се движат 3 асансьора – 2 посетителски (със скорост на движение от 7m/s) и асансьор по поддръжката, собственост на Deutsche Telekom, със скорост от 4 m/s. Капацитетът на посетителските асансьори е около 30 души и времето за придвижване до платформата за наблюдение е около 30 секунди. Кулата е отворена за целодневни посещения от 9:00 до 24:00.
От официалното ѝ откриване през 1968 година кулата е посетена от над 35 милиона туристи (по данни към 2004 година).

## Галерия
- Входът
- Изглед към Олимпийския стадион
- Изглед към Олимпийското село
- На фона на съседните олимпийски съоръжения